# Walter Arnold Kaufmann
Walter Arnold Kaufmann (ur. 1 lipca 1921 we Fryburgu Bryzgowijskim, zm. 4 września 1980 w Princeton) – niemiecko-amerykański filozof, tłumacz i poeta. Autor wielu prac, pisał na szerokie spektrum tematów takich jak autentyczność i śmierć, etyka i egzystencjalizm, teizm i ateizm, chrześcijaństwo i judaizm, a także filozofia i literatura. Pracował przez ponad 30 lat jako wykładowca filozofii na Uniwersytecie Princeton.
Znany jako badacz i tłumacz dzieł Nietzschego. W 1965 napisał także książkę na temat Hegla, która przyczyniła się do lepszego odbioru myśli Hegla w krajach anglojęzycznych. Klarowny sposób pisania Kaufmanna pomógł przybliżyć anglojęzycznym czytelnikom trudny język i myśli wielu teologów i filozofów, których omawiał. Kaufmann opublikował także przekład pierwszej części Fausta Goethego.

## Niektóre dzieła
- Nietzsche: Philosopher, Psychologist, Antichrist
- From Shakespeare to Existentialism
- Critique of Religion and Philosophy
- Tragedy and Philosophy
- Hegel: A Reinterpretation
- The Faith of a Heretic
- Without Guilt and Justice
- Cain and Other Poems
- Existentialism, Religion, and Death: Thirteen Essays
- The Future of the Humanities
- Religions in Four Dimensions
- Discovering the Mind, trylogia składająca się z:
  - Goethe, Kant, and Hegel
  - Nietzsche, Heidegger, and Buber
  - Freud Versus Adler and Jung
- Man’s Lot: A Trilogy, trylogia składająca się z:
  - Life at the Limits
  - Time is an Artist
  - What is Man?

### Tłumaczenia na angielski
- Twenty-Five German poets (nowsza wersja Twenty German Poets)
- Faust Goethego (część pierwsza i wybór z części drugiej)
- Hegel: Texts and Commentary
- Judaism and Christianity, essays by Leo Baeck
- I and Thou (Ja i Ty) Martina Bubera

Napisane lub opublikowane przez Nietzschego w kolejności chronologicznej:
- The Birth of Tragedy Or: Hellenism And Pessimism (Narodziny tragedii czyli Hellenizm i pesymizm (Narodziny tragedii albo Grecy i pesymizm))
- The Gay Science: With a Prelude in Rhymes and an Appendix of Songs (Wiedza radosna)
- Thus Spoke Zarathustra: A Book for All and None (Tako rzecze Zaratustra)
- Beyond Good and Evil: Prelude to a Philosophy of the Future (Poza dobrem i złem)
- On the Genealogy of Morals (razem z R. J. Hollingdalem) (Z genealogii moralności)
- The Case of Wagner. A Musician's Problem (Przypadek Wagnera)
- Twilight of the Idols. How One Philosophizes with a Hammer (Zmierzch bożyszcz)
- The Antichrist (Antychryst)
- Nietzsche contra Wagner
- Ecce Homo: How One Becomes What One Is
- The Will to Power (razem z R. J. Hollingdalem) (Wola mocy)